# Hvidhals
Hvidhals (Irania gutturalis), er en fugl i spurvefugleordenen, der lever i det vestlige Asien.